# Planet Harriers
Vous lisez un « bon article » labellisé en 2019.
Planet Harriers (プラネットハリアーズ, au Japon) est un jeu d'arcade du type shoot 'em up développé par Amusement Vision et édité par Sega en décembre 2000. Ce spin-off de la série Space Harrier fonctionne sur le système Sega Hikaru, dans une borne assise double. Alors que la caméra réalise un scrolling vers l'avant, le joueur contrôle un avatar qui tire sur ses ennemis arrivant de face par vagues, et peut courir sur le sol ou voler dans les airs. Le jeu apporte de nombreux mécanismes inédits dans la franchise, comme le tir alternatif de missiles guidés avec verrouillage de cibles multiples couplé à une jauge, ou la collecte d'or qui permet d'acheter des objets. Il n'intègre pas Harrier, mais quatre nouveaux personnages, et peut être joué en multijoueur à deux en coopération dans la même partie. Le jeu est produit et réalisé par Toshihiro Nagoshi.
Planet Harriers est très bien accueilli par la presse spécialisée lors de sa sortie, grâce notamment à des visuels d'une qualité rarement vus à cette époque (fin 2000) et à la qualité de son gameplay. Une version Dreamcast est évoquée mais ne sort jamais. En mai 2001, des rumeurs envisagent également une version GameCube, qui ne voit jamais le jour. Malgré Typing Space Harrier et de nombreuses rééditions des divers jeux de la série ainsi que quelques remakes, Planet Harriers reste le dernier jeu significatif de la franchise Space Harrier.

## Trame
Si Planet Harriers est inscrit dans la franchise Space Harrier, il ne se déroule pas dans la Fantasy Zone et son univers surréaliste comme ses prédécesseurs,. Il n'intègre pas Harrier, le protagoniste de la franchise, mais quatre nouveaux personnages,. Chacun d'entre eux possède un style caractéristique, et aucun d'entre eux ne ressemble à Harrier. Glenn est un policier équipé d'une grosse arme de poing. Cory est une infirmière sexy âgée de 18 ans, qui utilise une seringue géante en guise d'arme,,. Nick est un joueur de la ligue majeur, équipé d'une batte de baseball pour attaquer ses ennemis,. X est un guitariste qui se sert de son instrument en tant qu'arme. Chaque personnage possède également un gameplay spécifique, l'un possédant plus de vie ou de puissance de feu, ou l'autre disposant de missiles plus rapides.
Le jeu se déroule dans un univers entièrement en trois dimensions. Le premier niveau est composé de zones de campagne flottantes dans un ciel bleu,. Le second se déroule dans une forêt, et le troisième dans une zone volcanique,. Le quatrième niveau prend place dans une grotte souterraine et le dernier se situe dans l'espace à la surface d'une petite lune. Tous les ennemis sont également inédits dans la franchise.
Bien que l'action ne prenne pas place dans la Fantasy Zone, il reprend certains éléments de la franchise éponyme, dont Opa-Opa (le vaisseau), qui apparait sous forme de caméo (en tant que personnage caché),, ou la fonctionnalité du magasin,.

## Système de jeu
Planet Harriers est un shoot 'em up revisitant le système de jeu de la franchise Space Harrier, qui s'apparente dorénavant plus à un rail shooter affiché entièrement en trois dimensions dans une vue à la troisième personne,, dans la veine de Panzer Dragoon. Alors que la caméra réalise un scrolling vers l'avant, le joueur contrôle un avatar qui tire sur ses ennemis arrivant de face par vagues, et peut courir sur le sol ou voler dans les airs,. Le jeu apporte de nombreux mécanismes de jeu inédits dans la franchise. Le joueur fait déplacer son personnage ainsi qu'un réticule de visée affiché à l'écran pour cibler ses ennemis et les détruire. Le jeu ne comporte que cinq niveaux. Ceux-ci peuvent cependant être joués plusieurs fois, et offrent alors d'autres ambiances lumineuses, passant du jour à la nuit, mais augmentant également de niveau de difficulté. Chaque fin de niveau impose un combat contre un boss. Le jeu intègre un système de cœurs de vie, plutôt qu'un nombre de vies déterminé comme dans les précédents opus. L'arme de chaque personnage joueur intègre en plus du tir classique, un système de verrouillage de cibles multiples similaire à celui du jeu After Burner, qui permet d'envoyer des missiles guidés,. L'usage de cette fonctionnalité, qui peut décocher un tir multiple, est assujetti à possession d'un carburant appelé Lock On Fuel. Plus le joueur en possède, plus il peut cibler d'ennemis simultanément. D'autre part, chaque personnage dispose d'un mouvement rapide (sorte de roulade), qui lui permet de s'éloigner des ennemis ou d'une zone rapidement,. Le joueur dispose également de bombes, qu'il peut utiliser à l'aide d'un troisième bouton. Cette arme a pour effet de tuer la plupart des ennemis à l'écran. Le joueur peut choisir son avatar parmi quatre personnages au gameplay spécifique, l'un possédant plus de vie ou plus de puissance de feu, ou un autre disposant de missiles plus rapides.

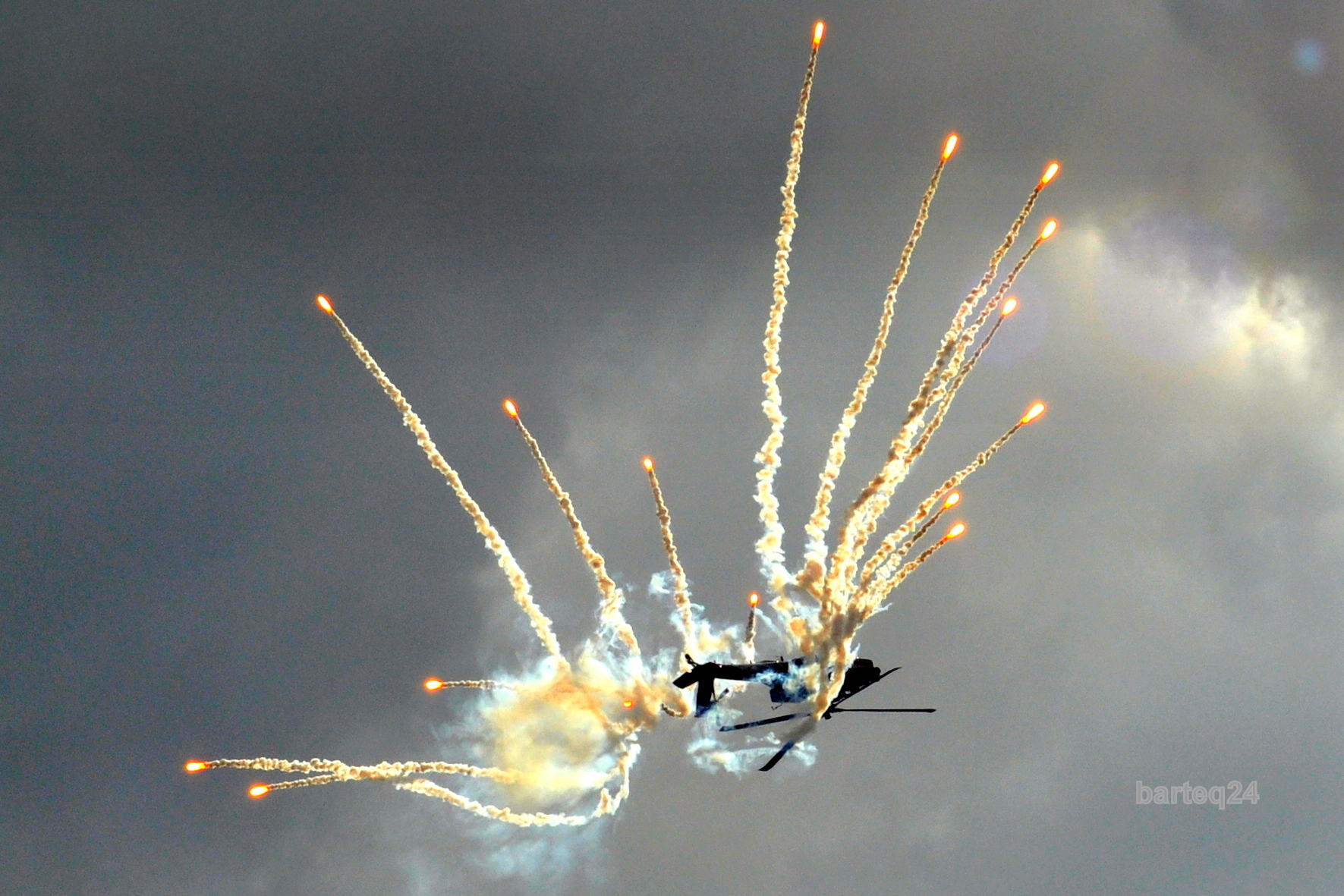
Le jeu apporte de nombreux mécanismes inédits dans la franchise Space Harrier, comme un tir alternatif de missiles guidés couplé à un verrouillage multiple de cibles et à une jauge de capacité (tir de leurres thermiques depuis un hélicoptère).

Quand les ennemis sont détruits avec les missiles, ils laissent de l'or derrière eux après leur mort, qui permet au joueur d'acheter des items. Si le joueur utilise cette arme contre plusieurs ennemis simultanément, il obtient plus d'or. L'or obtenu doit être utilisé dans les magasins appelés Star Shops qui se situent dans les niveaux ou à la fin de chacun d'entre eux. Le joueur peut par exemple obtenir des armes plus puissantes, des protections, des bombes, ou augmenter la capacité de la jauge de fuel ou le nombre de cœurs,. Les magasins permettent également de récupérer de la vie.
Planet Harriers permet de jouer en multijoueur à deux en coopération dans la même partie. Le jeu à plusieurs peut s'effectuer sur la même borne ou sur Internet avec des joueurs à distance. Le second joueur peut rentrer durant une partie, mais il doit demander l'accord du premier, qui l'autorise grâce à un bouton spécial,. Dans ce mode, chaque personnage peut redonner de la vie à l'avatar d'un autre joueur en se reliant l'un à l'autre (l'option est automatiquement proposée lorsque deux personnages sont proches), ou augmenter son nombre de cœurs. Les joueurs peuvent s'associer dans les combats contre les boss et diviser les power-ups. Ils peuvent également réaliser des mouvements spéciaux à deux. Verrouiller les mêmes cibles permet aux joueurs de gagner plus d'or.
La borne d'arcade assise est composée de deux sièges, deux écrans et deux joysticks, bien que le jeu puisse être joué en solo,. Le jeu fonctionne sur le système d'arcade Sega Hikaru. Il peut afficher jusqu'à seize ennemis simultanément à l'écran.

## Développement
Planet Harriers est développé par Amusement Vision, la division de Sega notamment responsable de jeux comme Virtua Fighter 3 ou Scud Race. Il est réalisé par Toshihiro Nagoshi,. Celui-ci se décide pour un shoot 'em up en trois dimensions, car la production mondiale est très restreinte à cette époque (en 2000), et désire aussi créer un jeu dans ce genre depuis de longues années. C'est lors du développement du jeu Slash Out, dont les brainstorming font émerger l'information selon laquelle aucun de ces jeux n'est sur le marché en arcade, que nait l'envie de l'équipe de développer un shoot 'em up. Dès ces discussions, l'équipe veut faire un grand jeu, et veut que ce « défi intéressant » intègre un gameplay à deux joueurs en coopération. De plus, Nagoshi est fan de Space Harrier. La franchise n'est pas apparu en arcade de puis plus de dix ans, puisque Suzuki est occupé sur des projets qui lui tiennent à cœur notamment, Shenmue. Les liens qui relient Planets Harriers et Space Harrier sont finalement assez ténus. Nagoshi ne reprend que le concept de base de la franchise, un environnement en trois dimensions dans lequel un homme volant tire sur des ennemis. Certains des développeurs n'ont même jamais joué au jeu d'arcade original. L'univers des deux jeux partage également leur aspect science-fiction, mais celui de Planets Harriers est beaucoup plus réaliste. Il décide d'intégrer « Harrier » dans le titre, afin de plaire aux joueurs. La franchise Space Harrier est à ce moment-là gérée par le studio interne Sega-AM2, amis après quelques discussions, Yu Suzuki accepte qu'elle soit utilisée par Amusement Vision. Malgré le titre du jeu et l'inclusion dans la franchise, Nagoshi précise par la suite que les joueurs des années 1980, fans de Space Harrier ne sont pas la cible, puisqu'ils sont plus âgés, et destine le jeu plutôt aux nouveaux joueurs, d'autant plus que les joueurs de shoot 'em up sont rares, étant donné qu'il n'a pas de jeu de ce type sur le marché en arcade.
Le magasin est quant à lui inspiré de celui de la franchise Fantasy Zone. Mais, Nagoshi cherche surtout à garder le joueur concentré sur l'action en jeu et à le pousser à explorer l'environnement. Le système de verrouillage de cibles et de missiles guidés a pour origine un jeu sur console,. Nagoshi veut au départ réaliser un Panzer Dragoon-like en arcade, mais il se rend rapidement compte que ce gameplay tel quel ne serait pas viable,. Le niveau de difficulté est délibérément placé très haut, car la plupart des jeux sur le marché arcade proposent également un grand défi de jeu. Nagoshi estime que les joueurs n'apprécieraient pas terminer le jeu très vite.
L'intégration de plusieurs personnages joueurs prend tout son sens dans le contexte du jeu multijoueur en coopération. L'équipe tient d'ailleurs à inclure sur la borne un bouton qui permet de communiquer entre les joueurs, notamment pour permettre l'entrée en jeu ou pour s'échanger de l'argent. C'est une fonctionnalité qui a été réclamée par les joueurs du jeu Spike Out. Nagoshi décide d'inclure la possibilité à deux personnages de se relier l'un à l'autre. Il tente d'inclure plusieurs mécanismes comme donner beaucoup de puissance au joueur entrant, mais abandonne l'idée. Il tente également d'inclure un bouclier, mais qui n'est selon lui pas assez « fun ». Il décide alors de permettre aux personnages de récupérer de la vie.
La borne est une version standard de Sega utilisée à cette époque pour les jeux de course de voitures.  Le système d'arcade Sega Hikaru qui accueille Planet Harriers est à l'origine créé pour le jeu Brave Fire Fighters. Les concepteurs de ce jeu ont été obligés de créer une version évoluée du système d'arcade Naomi pour pouvoir afficher certains effets comme le feu et l'eau (et l'ombrage de Phong). Ce système d'arcade personnalisé est donc très couteux.

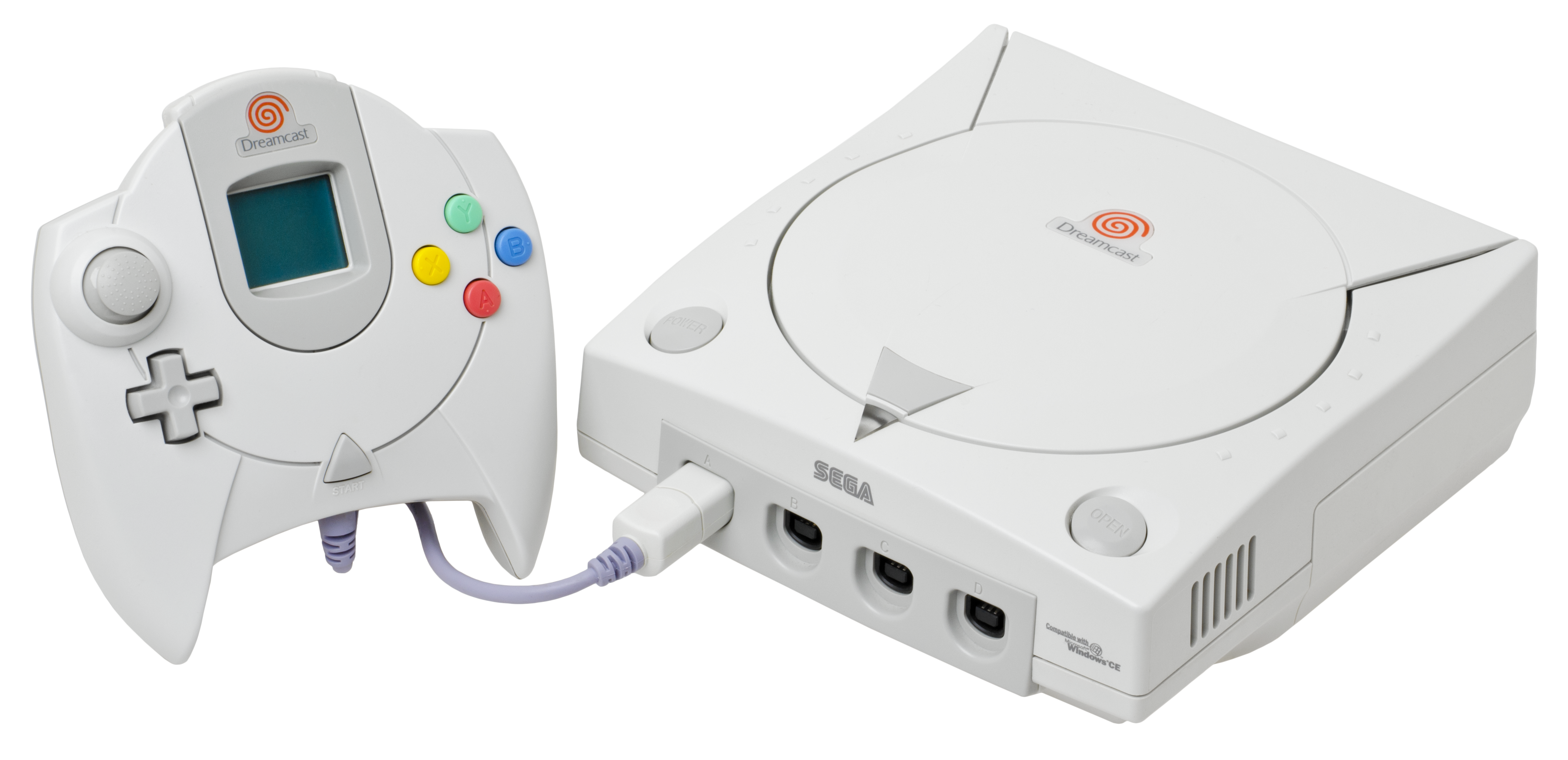
Une version Dreamcast est évoquée mais ne sort jamais, à cause des trop grandes différences entre le système Hikau d'origine et une évolution du système Naomi qui partage son architecture avec la console Dreamcast.

Une version Dreamcast est évoquée, dès le dévoilement du jeu lors du Jamma Show de 2000, mais elle ne sort jamais,. Nagoshi précise que les différences entre le système Hikaru, qui a été choisi pour accueillir le jeu, et le Naomi, qui partage son architecture avec la Dreamcast, rendent l'éventualité d'un portage très compliqué. Le retrait de Sega sur le secteur des constructeurs de plates-formes de jeu a ouvert la voie à quelques spéculations envisageant une sortie du jeu sur PlayStation 2 ou Xbox, mais aucune de ces versions n'est venue. D'autre part, certaines rumeurs finalement sans suite, évoquent en mai 2001 la sortie du jeu sur GameCube,. Aucun des six jeux sortis sur le système Hikaru n'a d'ailleurs été porté sur une plate-forme de jeu à domicile, principalement à cause des différences matérielles. Pour Nagoshi, les joueurs japonais trouvant le jeu trop difficile est l'une des raisons et de ses hésitations à porter le jeu sur une console. Lors d'une interview en 2006, il rappelle le très haut niveau de difficulté du jeu, qui est plus destiné aux hardcore gamers, mais précise que si le marché le demandait il serait prêt à réaliser un portage. Le jeu fait par ailleurs partie des conversions de jeu les plus demandées.
Le jeu est dévoilé pour la première fois lors du Jamma Show de 2000. Il est annoncé sous le titre Planet Harrier pour le mois de novembre 2000.  Planet Harriers sort en décembre 2000, puis en 2001 dans le reste du monde,.

## Accueil
Planet Harriers est très bien accueilli par la presse spécialisée lors de sa sortie, grâce à des visuels d'une qualité rarement vue à cette époque (fin 2000) et la qualité de son gameplay,,.
Official Dreamcast Magazine teste Planet Harriers lors du Jamma Show de 2000, où il constate une longue file d'attente pour jouer au jeu, et relate des visuels « fantastiques » pour « l'un des meilleurs jeux de l'exposition ». Selon IGN, Planet Harriers est un jeu qui mérite de se déplacer dans les salles d'arcade pour y jouer.
IGN juge les niveaux très grands et variés permettant beaucoup d'exploration, et qualifie l'action d'intense. GameSpot relève aussi cet aspect, avec toujours de nombreux monstres à l'écran. Pour Retro Gamer, la gestion de la jauge de Lock On Fuel offre un niveau de stratégie agréable, puisqu'il est utile de décider de son usage à bon escient. IGN estime que le verrouillage de missiles guidés est l'arme la plus intéressante. Pour GameSpot, si le jeu ne reprend pas le gameplay pur de la franchise, il est assez proche pour faire renaitre les sensations éprouvées avec le premier jeu Space Harrier.
Planet Harriers est considéré comme l'un des jeux les plus avancé de son époque (en 2000) en termes de graphismes, dont aucune console ni même la propre console de Sega, la Dreamcast, ne peut reproduire les effets visuels. Retro Gamer juge le jeu « incroyablement beau » avec une « variété d'environnements impressionnants ». Pour IGN, c'est l'un des jeux d'arcade proposant les plus beaux visuels du moment (en 2001). Revista Oficial Dreamcast le qualifie de jeu aux « qualités visuelles quasi-inégalées ». C'est aussi l'avis d'IGN, qui est époustouflé par la qualité des graphismes, dotés d'une « grande profondeur de champ »,. GameSpot qualifie aussi les visuels d'« incroyables ». Le site note tout de même quelques petits ralentissements quand l'écran est complètement rempli d'ennemis, mais qui ne gênent pas le jeu.
Toshihiro Nagoshi, le producteur et réalisateur du jeu, relate que beaucoup de joueurs au Japon jugent le jeu trop difficile. Dans le second des deux dōjinshi entièrement consacrés à la franchise Space Harrier parus en 2015 et 2016, les auteurs amateurs japonais relatent que le jeu a connu une durée de vie très courte sur l'archipel, et surtout sans popularité, à cause de la grande difficulté du jeu.

## Postérité
Un autre spin-off est par la suite sorti dans la franchise Space Harrier. En février 2002 au Japon sur PC, Typing Space Harrier adapte le premier opus au gameplay de The Typing of the Dead. Le jeu reste identique mais au lieu de tirer sur ses ennemis, le joueur doit taper correctement les mots qui lui sont proposés (en japonais), pour en venir à bout. Malgré ce dernier, de nombreuses rééditions et quelques remakes, Planet Harriers reste le dernier jeu significatif dans la franchise.